# Homicisium
Homicisium es el nombre de la multa que, según las leyes medievales, habían de pagar los habitantes de un municipio cuando aparecía el cadáver de alguien asesinado dentro de su término municipal y no había modo de encontrar al autor del crimen.
La práctica lógica de mantener el hallazgo en secreto y de llevar a la víctima a un pueblo vecino por la noche con el fin de evitar la sanción dio lugar a la expresión echarle a uno el muerto cuando se pretende inculpar a un tercero en algo que no ha hecho.